# Organisch geprägter Bach

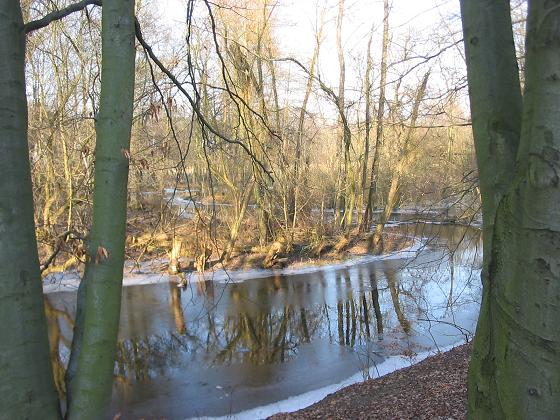
Fließgewässertyp 11: Das Tegeler Fließ in Berlin

Der organisch geprägte Bach (Typ 11) ist ein Fließgewässertyp, der von der Bund/Länder-Arbeitsgemeinschaft Wasser definiert wurde. Er gehört zu den Ökoregion unabhängigen Typen.

## Gewässerstruktur
Fließgewässer dieses Typs verlaufen meist geschwungen und kaum eingeschnitten in ausgeprägten Sohlentälern. Dabei kommt es häufig zur Entstehung von Nebengerinnen. Die Gewässersohle besteht mehr oder weniger vollständig aus organischem Material, wie Torf, Totholz oder Schlamm. Häufig treten gewässerbegleitende Moore auf, welche oft zu einer Braunfärbung aufgrund der enthaltenen Huminstoffe führen. Die Wasserspiegelhöhe liegt nur gering unter der Höhe der umgebenden Aue, die Fließgeschwindigkeit ist meist gering.
Organisch geprägte Bäche ähneln organisch geprägten Flüssen, ihr Einzugsgebiet ist jedoch kleiner als 100 km².

## Flora und Fauna
Es kommen unter anderem Kriebelmücken, Libellen und bestimmte Arten von Köcherfliegen vor. Die vorhandenen Fischarten sind je nach Lage des Gewässers unterschiedlich, in Norddeutschland sind dies vor allem Stichlinge, in Süddeutschland je nach Beschaffenheit der Gewässersohle Bachforelle, Barbe oder Rotauge.
Das Vorkommen von Wasserpflanzen hängt vor allem davon ab, ob es sich um ein basenarmes oder basenreiches Fließgewässer handelt. Während in basenreichen Gewässern außer einigen  kleinflächigen Bachröhrichten und Seggenrieden kaum Wasserpflanzen vorhanden sind, werden basenarme Gewässer unter anderem durch verschiedene Torfmoose, die Flutende Moorbinse oder Laichkräuter besiedelt.

## Beispiele
- Teile der Wümme und Panke
- Oberlauf der Recknitz
- Tegeler Fließ